# کوپچال قشلاق
کوپچال قشلاق (به لاتین: Küpçalqışlaq) یک منطقه مسکونی در جمهوری آذربایجان است که در شهرستان قوبا واقع شده است. کوپچال قشلاق ۳۵۲ نفر جمعیت دارد.